# Two Vines
Two Vines — третий студийный альбом австралийского электронного дуэта Empire of the Sun, изданный 28 октября 2016 на лейбле Virgin EMI. В работе над альбомом приняли участие вокалист-гитарист Fleetwood Mac Линдси Бакингем и Венди Мелвоин (из группы Принса The Revolution).

## История
Дуэт приступил к написанию третьего студийного альбома после участия в создании музыки к фильму 2014 года «Тупой и еще тупее». Альбом был записан на Гавайях и в Лос-Анджелесе, его сопродюсерами выступили Empire of the Sun и Питер Майес, а также постоянный соавтор Джонатан Слоан. В ноябре 2015 года вокалист Люк Стил отметил, что альбом «готов на 75 процентов».
22 августа 2016 года было объявлено, что альбом получил название Two Vines и будет выпущен 28 октября. В работе над альбомом приняли участие вокалист-гитарист Fleetwood Mac Линдси Бакингем, Венди Мелвоин (из группы Принса The Revolution), а также соратники Дэвида Боуи Генри Хей и Тим Лефевр. Ник Литтлмор объяснил, что вдохновением для названия послужил «образ современного города, заросшего джунглями».
Лид-сингл альбома, «High and Low», был выпущен 24 августа 2016 года. Вскоре за ним последовал первый промо-сингл альбома, «Two Vines», который был выпущен на следующий день. «To Her Door» был выпущен 30 сентября 2016 года в качестве второго сингла альбома.

## Отзывы
| Совокупная оценка | Совокупная оценка |
| Источник          | Оценка            |
| ----------------- | ----------------- |
| AnyDecentMusic?   | 6.4/10            |
| Metacritic        | 66/100            |
| Оценки критиков   |                   |
| Источник          | Оценка            |
| AllMusic          | [ 8 ]             |
| Diymag            | [ 9 ]             |
| The Guardian      | [ 10 ]            |
| NME               | [ 11 ]            |

Альбом получил положительные отзывы критиков. На сайте Metacritic, который присваивает нормализованную оценку из 100 баллов рецензиям из основных изданий, альбом получил средневзвешенное арифметическое среднее значение 66 баллов, основанное на 14 рецензиях.
Сайт Diymag отметил, что «На своем третьем альбоме Two Vines группа продолжает делать блестящий ретро-футуристический поп, создавая мир синтезаторов и клавишных, который кажется одновременно первобытным и современным».

## Список композиций
| №                   | Название            | Автор(ы)                                         | Продюсер                       | Длительность |
| ------------------- | ------------------- | ------------------------------------------------ | ------------------------------ | ------------ |
| 1.                  | «Before»            | Luke Steele Nicholas Littlemore Mayes Henry Hey  | Empire of the Sun Peter Mayes  | 4:04         |
| 2.                  | «High and Low»      | Steele Littlemore Mayes Jonathan Sloan           | Empire of the Sun Mayes        | 3:44         |
| 3.                  | «Two Vines»         | Steele Littlemore Sloan                          | Empire of the Sun Donnie Sloan | 3:49         |
| 4.                  | «Friends»           | Steele Littlemore Mayes Sloan                    | Empire of the Sun Sloan Mayes  | 3:20         |
| 5.                  | «There's No Need»   | Steele Littlemore Mayes Sloan                    | Empire of the Sun Mayes Sloan  | 3:28         |
| 6.                  | «Way to Go»         | Steele Littlemore Tim Lefebvre Hey               | Empire of the Sun Mayes        | 3:12         |
| 7.                  | «Ride»              | Steele Littlemore Mayes Hey Wendy Melvoin        | Empire of the Sun Mayes        | 4:07         |
| 8.                  | «Digital Life»      | Steele Littlemore Teddy Geiger Mayes             | Empire of the Sun Mayes        | 4:02         |
| 9.                  | «First Crush»       | Steele Littlemore Mayes Hey Sloan                | Empire of the Sun Mayes Sloan  | 4:10         |
| 10.                 | «ZZZ»               | Steele Littlemore Sloan                          | Empire of the Sun Mayes        | 3:10         |
| 11.                 | «To Her Door»       | Steele Littlemore Mayes Sloan Lindsey Buckingham | Empire of the Sun Mayes        | 3:55         |
| Общая длительность: | Общая длительность: | Общая длительность:                              | Общая длительность:            | 41:01        |

## Чарты
| Чарт (2016)                               | Высшая позиция |
| ----------------------------------------- | -------------- |
| Австралия (ARIA)                          | 7              |
| Бельгия/Фландрия (Ultratop)               | 66             |
| Бельгия/Валлония (Ultratop)               | 70             |
| Франция (SNEP)                            | 168            |
| Ирландия (IRMA)                           | 78             |
| Новая Зеландия (Heatseekers Albums, RMNZ) | 2              |
| Шотландия (Scottish Albums Chart)         | 41             |
| Швейцария (Schweizer Hitparade)           | 42             |
| Великобритания (UK Albums Chart)          | 42             |
| США (Billboard 200)                       | 51             |
| США (Billboard Dance/Electronic Albums)   | 1              |
| США (Billboard Top Alternative Albums)    | 8              |
| США (Billboard Top Rock Albums)           | 11             |